# Oscil·lador LC

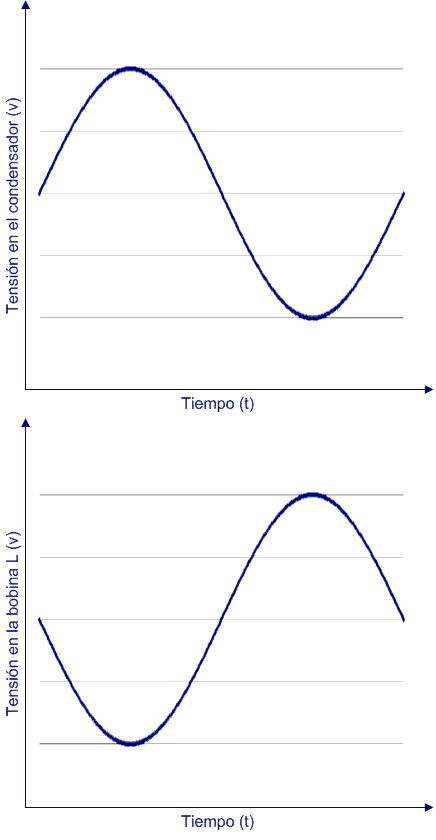
Corbes de tensió en un oscil·lador LC.

Un oscil·lador LC està format per una bobina i un condensador en paral·lel. El seu funcionament es basa en l'emmagatzematge d'energia en forma de càrrega elèctrica al condensador i en forma de camp magnètic a la bobina.

## Funcionament del circuit
El condensador, en un temps igual a zero, ofereix una impedància propera a zero ohms, de manera que permet que flueixi un gran corrent a través d'ell, que va disminuint fins que les seves plaques siguin omplertes de tantes càrregues positives i negatives com ho permeti la grandària de les mateixes i la permitivitat elèctrica de l'aïllant que hi ha entre elles.
En aquest instant el condensador actua com un aïllant, ja que no pot permetre més el pas del corrent, i es crea un camp elèctric entre les dues plaques, que és el que crea la força necessària per mantenir emmagatzemades les càrregues elèctriques positives i negatives, en les seves respectives plaques.
Per altra banda, en un temps igual a zero la bobina té una impedància gairebé infinita, de manera que no permet el flux del corrent a través d'ella i, a mesura que passa el temps, el corrent comença a fluir, creant-se llavors un camp magnètic proporcional a la magnitud d'aquesta. Passat un temps, la bobina actua pràcticament com un conductor elèctric, pel que la seva impedància tendeix a zero.
Com que el condensador i la bobina en paral·lel, l'energia emmagatzemada pel camp elèctric del condensador (en forma de càrregues electroestàtiques), és absorbida per la bobina, que l'emmagatzema en el seu camp magnètic, però a continuació és absorbida i emmagatzemada pel condensador, per a ser novament absorbida per la bobina, i així successivament. Això crea un vaivé del corrent entre el condensador i la bobina. Aquest vaivé constitueix una oscil·lació electromagnètica, en la qual el camp elèctric i el magnètic són perpendiculars entre si, el que significa que mai hi ha els dos al mateix temps, ja que quan hi ha el camp elèctric en el condensador no hi ha camp magnètic en la bobina, i viceversa.

## Freqüència de l'oscil·lació
La característica d'aquest tipus de circuit, també conegut com a circuit tanc LC, és que la velocitat amb què flueix i torna el corrent des del condensador a la bobina o viceversa, es produeix amb una freqüència (f) pròpia, anomenada freqüència de ressonància, que depèn dels valors del condensador (C) i de la bobina (L), i ve donada per la següent fórmula:
{\displaystyle f={\frac {1}{2\cdot \pi {\sqrt {L\cdot C}}}}}
on:
F es mesura en hertz, C en Farads i L en Henrys.